# Joel Salvi
Joel Andre Salvi Calvanese (Filadelfia, 17 agosto 1978) è un ex cestista statunitense con cittadinanza italiana che giocava come ala grande.

## Carriera
Nel periodo scolastico si forma come giocatore prima alla Allegany College of Maryland e in seguito presso la Rutgers University, nel New Jersey.
Terminato il periodo universitario viene firmato dai Maryland Mustangs, formazione militante nel torneo USBL. Dopo aver ottenuto il passaporto italiano (grazie ad avi di origine italiana in quanto il bisnonno è nato a Castel San Giorgio e la bisnonna è nata a Nocera Inferiore) sbarca a Jesi per sostenere un periodo di prova, il quale sarà superato. Con la società marchigiana gioca le ultime quattro gare di campionato e sei gare di play-off, i quali furono poi vinti proprio dagli jesini conquistando così la promozione in serie A. Il minutaggio medio di Salvi oscilla dal 6,3 della regular season al 3,2 dei play-off.
L'annata successiva resta in Italia firmando un contratto con l'Andrea Costa Imola. Qui il suo impiego cresce sensibilmente, venendo utilizzato per 18,7 minuti, in cui realizza 6,2 punti e cattura 6,1 rimbalzi medi a partita. Nella speciale graduatoria "minuti/rimbalzi" è il quarto miglior giocatore di tutto il campionato.
Nell'estate 2005 viene ingaggiato dallo Scafati Basket, con cui conquisterà a fine stagione la promozione in serie A per la seconda volta nella sua carriera (dopo quella ottenuta con Jesi). Il giocatore italo-americano contribuisce allo storico risultato con 9,2 punti e 5,7 rimbalzi in 18,9 minuti, con un 59,9% nel tiro da due. Oltre al primo posto in campionato, nello stesso anno con la formazione scafatese conquista anche la Coppa Italia di Legadue, vinta sul campo di Ferrara.
Nella massima serie le sue buone prestazioni gli permettono di trovare ancora più spazio, svolgendo così un ruolo chiave nella salvezza centrata a fine campionato. Nel corso della stagione seguente il minutaggio cresce ancora, ma il club campano non riuscirà nell'impresa di salvarsi per il secondo anno di fila.
Nonostante la retrocessione in Legadue Salvi, che nel frattempo riveste anche il ruolo di capitano, resta in maglia gialloblu per la sua quarta stagione consecutiva tra le file di Scafati.
Nell'estate del 2009 viene ingaggiato dal Basket Club Ferrara. A febbraio passa a Vigevano in Legadue, ma dopo neanche un mese c'è la risoluzione del contratto, complici la gravidanza della moglie e i problemi economici del club gialloblu.
Nel luglio 2010 viene ingaggiato dalla Pallacanestro Reggiana, squadra di Legadue della città di Reggio Emilia. Complici gli scarsi risultati della squadra, a febbraio viene tagliato.

## Palmarès
- Coppa Italia di Legadue: 1
 Scafati Basket: 2006